# Louis Mordell
Louis Joel Mordell est un mathématicien américano-britannique, né le 28 janvier 1888 à Philadelphie et mort le 12 mars 1972 à Cambridge. Pionnier par ses recherches en théorie des nombres, il est un spécialiste reconnu des équations diophantiennes.

## Enfance et études
Né dans une famille juive d'origine lituanienne émigrée aux États-Unis dans les années 1880, il est venu en 1906 à Cambridge passer l'examen d'entrée au St John's College, examen qu'il a réussi. L'envie d'entrer à Cambridge poursuivre des études de mathématiques date de la découverte d'un livre d'annales d'entrée à Cambridge parmi des livres d'occasion lus dans sa jeunesse.
Lors du Tripos en 1909, il obtient la place de troisième wrangler, derrière Percy John Daniell et Eric Harold Neville (en).

## Carrière
Il entame alors des recherches indépendantes sur des équations diophantiennes particulières : la question de points entiers sur une courbe cubique, et un cas particulier de ce qui est aujourd'hui appelé une équation de Thue, l'« équation de Mordell »
y2 = x3 + k.
Après un premier emploi au Birkbeck College de Londres en 1913, il participa à l'effort de guerre durant la Première Guerre mondiale, en même temps qu'il produisit l'un de ses résultats majeurs, en prouvant en 1917 la propriété multiplicative des fonctions thêta de Ramanujan (en).
La preuve utilise les opérateurs de Hecke, qui n'avaient pas encore été dénommées en l'honneur d'Erich Hecke ; ce fut, rétrospectivement, une des avancées majeures sur la théorie des formes modulaires, en même temps qu'une pierre angulaire de la théorie des fonctions spéciales.
En 1920 il prit un poste d'enseignant au Manchester College of Technology, devenant titulaire de la chaire Fielden de mathématiques pures à l'université de Manchester en 1922 puis professeur en 1923. Là, il développa une nouvelle branche intéressante de la théorie des nombres, la géométrie des nombres. Ses premiers travaux sur le futur théorème de Mordell-Weil datent de 1921-1922, ainsi que sa formulation de la conjecture de Mordell.
Il prit la nationalité britannique en 1929. Il développa le département de mathématiques à Manchester, offrant des postes à plusieurs mathématiciens prometteurs ayant été écartés de postes sur le continent européen. Il fit entrer Reinhold Baer, Gunnar Billing, Paul Erdős, Chao Ko, Kurt Mahler, et Beniamino Segre. Il a également recruté John Arthur Todd, Patrick du Val (en), Harold Davenport, Laurence Chisholm Young (en), et invité des visiteurs réputés.
En 1945 il revint à Cambridge, où il fut titulaire de la chaire sadleirienne de 1945 à 1953, et devint directeur du département. il prit officiellement sa retraite en 1953.

## Honneurs et récompenses
- Titulaire de 1945 à 1953 de la chaire sadleirienne à Cambridge

- 1941 : médaille De Morgan par la London Mathematical Society
- 1946 : prix Berwick par la London Mathematical Society
- 1949 : médaille Sylvester par la Royal Society

### Sélection d'écrits de Louis Mordell
- (en) « On Mr. Ramanujan's empirical expansion of modular functions », Proc. Cambridge Philosophical Society, vol. 19,‎ 1917, p. 117-124
- (en) « Note on certain modular relations considered by Messrs. Ramanujan, Darling and Rogers », Proc. London Math. Soc., vol. 20,‎ 1921, p. 408-416
- (en) Three lectures on Fermat's Last Theorem, Cambridge University Press, 1921.
- (en) « On the rational solutions of the indeterminate equation of the 3rd and 4th degrees », Proc. Cambridge Phil. Soc., vol. 21,‎ 1922, p. 179-192 (théorème de Mordell-Weil)
- (en) Diophantine Equations, Londres, Academic Press, 1969, 312 p. (ISBN 0-12-506250-8).
- (en) « Reminiscences of an octogenarian mathematician », American Mathematical Monthly, vol. 78,‎ 1971, p. 952-961
- (en) Two papers on number theory, Berlin, VEB Deutscher Verlag der Wissenschaften, 1972avec préface d'Olaf Neumann

### À propos de Mordell et de ses travaux
- (en) John Cassels, « L. J. Mordell », Bull. London Math. Soc., vol. 6,‎ 1974, p. 69-96
- (en) John Cassels, « L. J. Mordell », Biographical Memoirs of Fellows of the Royal Society, vol. 19,‎ 1973, p. 493-520
- (en) Kenneth Ireland et Michael Rosen, A Classical Introduction to Modern Number Theory, Springer, coll. « GTM » (no 84), 1990 (réimpr. 1998), 2e éd., 389 p. (ISBN 978-0-387-97329-6, lire en ligne)
- (en) Trygve Nagell, Introduction to Number Theory, 1951Preuve du théorème de Mordell-Weil
- (en) Jean-Pierre Serre, Lectures on the Mordell-Weil Theorem, Vieweg, 1997